# إيان كوليمور
إيان كوليمور (بالإنجليزية: Ian Cullimore)‏ هو عالم رياضيات وعالم كمبيوتر إنجليزي؛ كان له تأثيرٌ في مجالِ أجهزة الكمبيوتر الشخصية في الجيب.

## الحياة المُبكّرة والتعليم
حصلَ كوليمور على شهادة في الرياضيات من جامعة كينجز كوليدج في لندن؛ كما نالَ شهادة دكتوراه في العلوم المعرفية والكمبيوتر من جامعة ساسكس.

## المسيرة المهنيّة
يُعدّ إيان المؤسس الأصلي (في عام 1985) والمخترع الرئيسي لجهاز كمبيوتر الجيب الذي حقّق شهرة ملحوظة قبل أن تُشاركه فيه شركة فيونيكس تكنولوجيز (بالإنجليزية: Phoenix Technologies)‏ في عام 1994.  بالعودةِ إلى عام 1988؛ فإنّ كوليمور كان أيضًا أحد مؤسسي ونائب رئيس البرامج في شركة بوكيت كومبيوتر (بالإنجليزية: Poqet Computer Corporation)‏ في سيليكون فالي.
انبثقَ اهتمامه بأجهزة الحواسيب الجيبيّة منذ صغره حينما كان يعملُ في هذا المجال بشكلٍ غير نظامي. كتبَ إيان كوليمور أيضًا أجزاءً من حزمة برامج تشغيل بي سي إم سي آي إيه (بالإنجليزية: PCMCIA)‏ لصالحِ شركةٍ ما صمّمتهُ خصيصًا لأجهزة الكمبيوتر المحمولة التي تعمل بالبطاريات في عام 1992.

## المنشورات
- التواصل مع الحواسيب الصغيرة: إيّان كوليمور وآخرون (1987).